# Bad Lieutenant : Escale à La Nouvelle-Orléans
Pour les articles homonymes, voir Bad Lieutenant (homonymie).
Pour plus de détails, voir Fiche technique et Distribution.
Bad Lieutenant : Escale à La Nouvelle-Orléans (The Bad Lieutenant: Port of Call New Orleans) est un film américain réalisé par Werner Herzog et sorti en 2009.
Le titre rappelle Bad Lieutenant réalisé par Abel Ferrara en 1992, dans lequel Harvey Keitel jouait un policier sous l'empire de la drogue et adepte des « faveurs » sexuelles. Mais le réalisateur Werner Herzog précise que son film n'est ni une suite ni un remake et qu'il n'avait, à l'époque du tournage, même pas vu le film d'Abel Ferrara.

## Synopsis
Terence McDonagh (Nicolas Cage) est un inspecteur de la police criminelle de La Nouvelle-Orléans quelque peu cynique et provocateur. Il s'est gravement blessé au dos en voulant sauver de la noyade un détenu pendant l'ouragan Katrina. Il essaie néanmoins de continuer tant bien que mal à faire son travail en prenant de puissants médicaments et des drogues urbaines. Il augmente de plus en plus les doses de drogues diverses qu'il vole dans les réserves de la police ou aux usagers qu'il arrête. Il doit cependant faire face à une criminalité de plus en plus envahissante.
Terence est amoureux d'une prostituée, Frankie Donnenfeld (Eva Mendes), et doit prendre des risques incroyables pour la protéger.

## Fiche technique
- Titre français : Bad Lieutenant : Escale à La Nouvelle-Orléans
- Titre original : The Bad Lieutenant : Port of Call New Orleans
- Réalisation : Werner Herzog
- Scénario : William M. Finkelstein
- Musique : Mark Isham
- Décors : Toby Corbett
- Costumes : Jill Newell
- Photographie : Peter Zeitlinger
- Montage : Joe Bini
- Production : Nicolas Cage, Melanie Brown, Edward R. Pressman, Gabe Polsky, Alan Polsky, Stephen Belafonte
- Sociétés de distribution : Metropolitan Filmexport - First Look Studios
- Format : couleur — 1,85:1 — 35 mm — DTS — Dolby Digital — SDDS
- Budget : 25 millions dollars
- Pays de production :  États-Unis
- Langues originales : anglais, espagnol
- Dates de sortie :
  - États-Unis : 20 novembre 2009 (sortie limitée)
  - France : 17 mars 2010

## Distribution

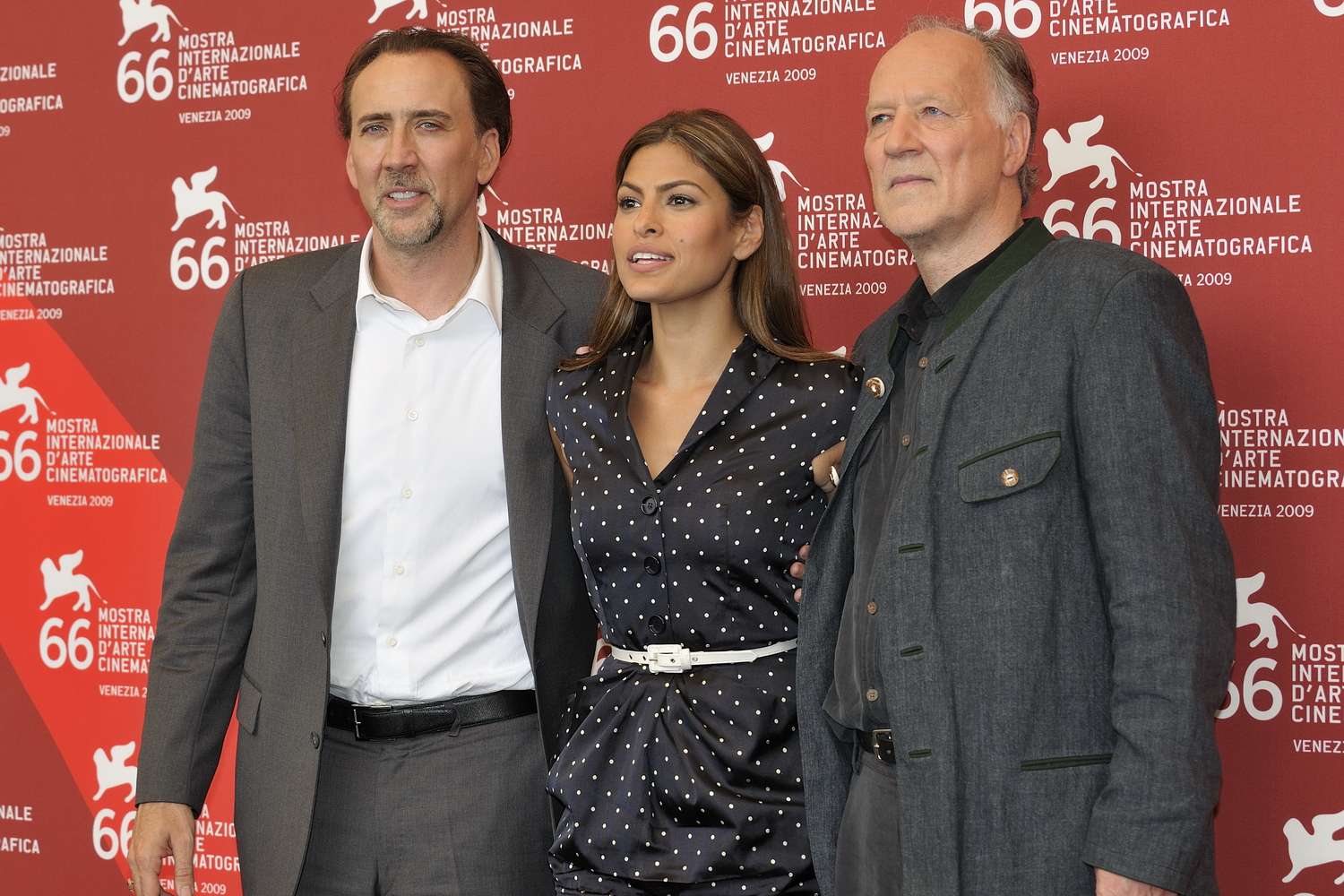
Nicolas Cage, Eva Mendes et Werner Herzog au 66e festival de Venise pour la première du film

- Nicolas Cage (VF : Dominique Collignon-Maurin ; VQ : Benoît Rousseau) : Terence McDonagh
- Eva Mendes (VF : Catherine Le Hénan ; VQ : Isabelle Leyrolles) : Frankie Donnenfeld
- Val Kilmer (VF : Philippe Vincent ; VQ : Gilbert Lachance) : Stevie Pruit
- Fairuza Balk (VF : Isabelle Leprince) : Heidi
- Xzibit (VQ : Louis-Philippe Dandenault) : Big Fate
- Michael Shannon (VF : Olivier Cordina ; VQ : Martin Watier) : Mundt
- Shawn Hatosy (VF : Alexandre Gillet ; (VQ : Hugolin Chevrette) : Armand Benoit
- Jennifer Coolidge : Genevieve
- Tom Bower (VF : Gérard Rinaldi ; VQ : Jean-Luc Montminy) : Pat McDonagh
- Vondie Curtis-Hall : James Brasser
- Brad Dourif (VF : Jean-François Vlérick ; VQ : Hubert Gagnon) : Ned Schoenholtz
- Denzel Whitaker : Daryl
- Irma P. Hall (VQ : Johanne Léveillé) : Binnie Rogers
- Shea Whigham : Justin
- J. D. Evermore : Rick Fitzsimon
- Tim Bellow : Gary « G » Jenkins
- Marco St. John : Eugene Gratz
- Nick Gomez : Evaristo Chavez

## Distinctions
Le film est nommé deuxième dans la liste des dix meilleurs films de l'année des Cahiers du cinéma

### Nomination
- Mostra de Venise 2009 : en compétition pour le Lion d'or